# Palenzuela
Palenzuela is een gemeente in de Spaanse provincie Palencia in de regio Castilië en León met een oppervlakte van 75,72 km². Palenzuela telt 207 inwoners (1 januari 2016).

## Demografische ontwikkeling
Bron: INE, 1857-2011: volkstellingen